# Kanton Luzy
Luzy is een kanton van het Franse departement Nièvre. Het kanton maakt deel uit van het arrondissement Château-Chinon (Ville).

## Gemeenten
Het kanton Luzy omvatte tot 2014 de volgende 12 gemeenten:
- Avrée
- Chiddes
- Fléty
- Lanty
- Larochemillay
- Luzy (hoofdplaats)
- Millay
- Poil
- Rémilly
- Savigny-Poil-Fol
- Sémelay
- Tazilly

Door de herindeling van de kantons bij decreet van 18 februari 2014, met uitwerking op 22 maart 2015 is het kanton uitgebreid met de volgende 20 gemeenten: 
- Cercy-la-Tour
- Charrin
- Fours
- Isenay
- Maux
- Montambert
- Montaron
- Montigny-sur-Canne
- Moulins-Engilbert
- La Nocle-Maulaix
- Préporché
- Saint-Gratien-Savigny
- Saint-Hilaire-Fontaine
- Saint-Honoré-les-Bains
- Saint-Seine
- Sermages
- Ternant
- Thaix
- Vandenesse
- Villapourçon